# Pfarrkirche Kirchberg an der Wild

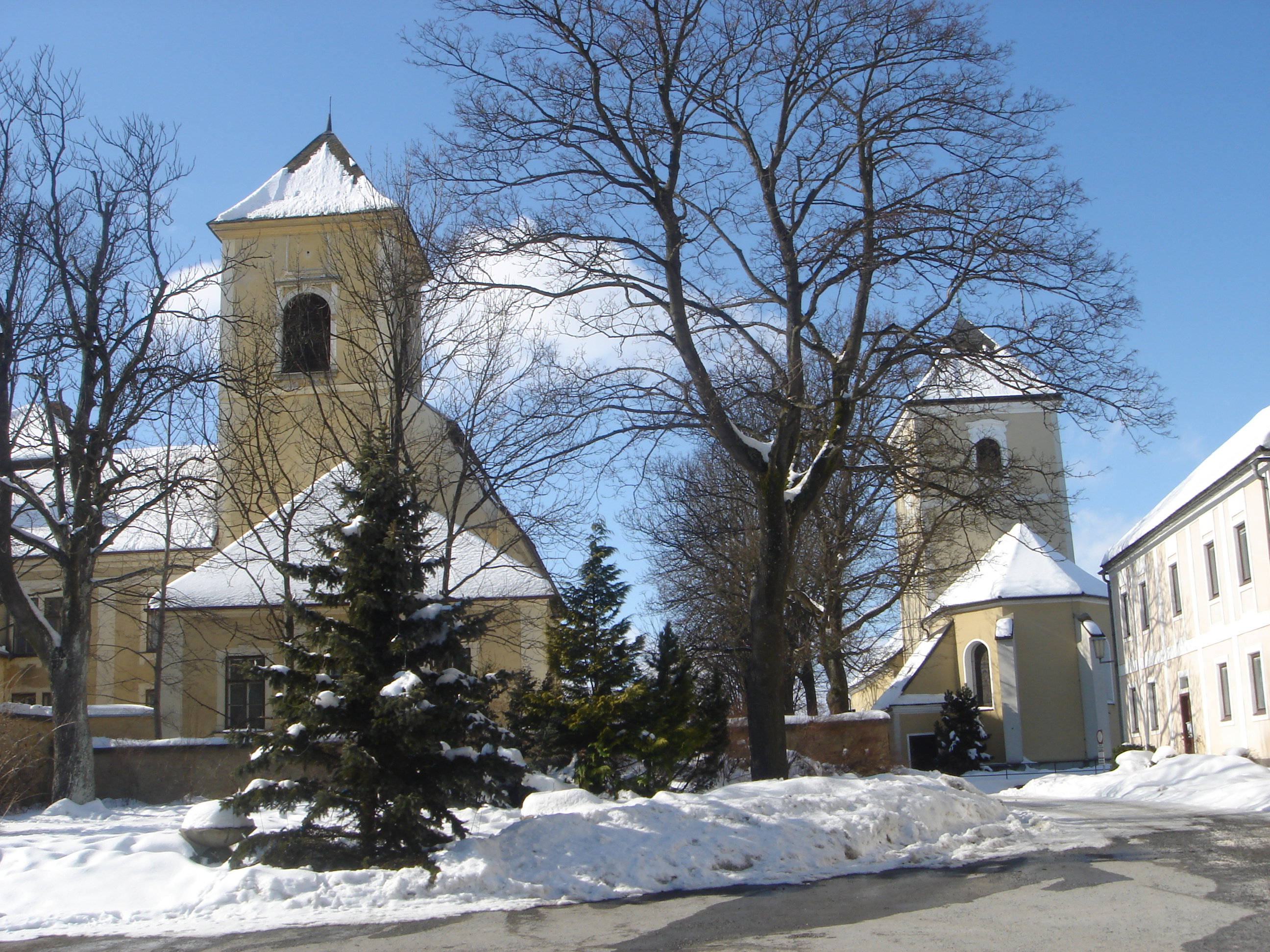
Schloss links und Kirche rechts am Marktplatz in Kirchberg an der Wild

Die römisch-katholische Pfarrkirche Kirchberg an der Wild steht auf einer Anhöhe gegenüber dem Schloss im Westen des Marktplatzes von Kirchberg an der Wild in der Marktgemeinde Göpfritz an der Wild im Bezirk Zwettl in Niederösterreich. Die dem Patrozinium Peter und Paul unterstellte Pfarrkirche – dem Stift Geras inkorporiert – gehört zum Dekanat Geras in der Diözese St. Pölten. Die Kirche steht unter Denkmalschutz (Listeneintrag).

## Geschichte
Die ursprünglich romanische Chorturmkirche aus der Mitte des 12. Jahrhunderts erhielt in der Mitte des 15. Jahrhunderts einen gotischen Chor, die Kirche wurde im ersten Drittel des 18. Jahrhunderts barockisiert und in der Mitte des 19. Jahrhunderts durch Zubauten erweitert.
Eine Pfarre bestand in der Mitte des 12. Jahrhunderts dem Stift Geras inkorporiert. Um 1611 bis 1700 war die Pfarre mit Blumau an der Wild vereinigt und dann wieder eigene Pfarre.

## Architektur
Das Kirchenäußere zeigt ein Langhaus mit seitlich je drei Rundbogenfenstern; der Westfront ist mittig ein zweigeschoßiger Vorbau aus dem Ende des 19. Jahrhunderts mit einer halbrunden Choraufgang vorgelagert. Der im Kern romanische mächtige Ostturm zeigt sich barockisiert mit rundbogigen Schallfenstern und Stuckdekor aus 1737; er trägt einen Pyramidenhelm aus 1757. An den Turm schließt ein gotischer Chor mit einem Dreiachtelschluss an, er hat Strebepfeiler und Wasserschläge und zeigt barockisierte Rundbogenfenster. Südseitig am Chor steht ein Kapellenanbau von 1757 unter einem hochgezogenen Pultdach. Der Sakristeianbau im Kern aus dem 15. Jahrhundert steht nördlich des Turmes, die beidseitigen Zubauten an die Sakristei entstanden 1883.
Das Kircheninnere zeigt ein Langhaus mit einem umlaufenden Gesims und einer Flachdecke mit einem barocken Spiegel. Die Orgelempore ist stichkappenunterwölbt und dreiteilig mit Rundbogenöffnungen geöffnet. Das kreuzgratgewölbte Turmerdgeschoß als ehemaliger romanischer Chor ist im Westen zum Langhaus und im Osten zum Chor mit großen Rundbogenöffnungen geöffnet, im Norden befindet sich ein spätgotisches verstäbtes Sakristeiportal aus der Mitte des 15. Jahrhunderts. Der leicht erhöhte Chor ist zweijochig kreuzrippengewölbt mit gekehlten Rippen in halbachteckige Dienste auslaufend. Die spitztonnengewölbte Sakristei hat seitlich Zubauten unter Flachdecken. Die südseitige Norbertuskapelle als Oratorium ist zum Chor durch eine breiten Flachbogen geöffnet.
An den Langhauswänden sind ovale Ölbilder der Hll. Petrus und Paulus, Donatus und Florian in Stuckrahmungen, urkundlich 1740, restauriert 1894. Wandgemälde an der langhausseitigen Triumphbogenwand zeigen Christus im Kreis von Heiligen und Seligen des Prämonstratenserordens, gemalt von Franco Tomaschu 1910. Glasmalereien zeigen die Heiligen Leopold und Barbara aus 1904.

## Ausstattung
Das Altarbild aus der ersten Hälfte des 18. Jahrhunderts des ehemaligen Hochaltars befindet sich an der Chorschlusswand und zeigt die Heiligen Peter und Paul, darüber befindet sich ein barockes Kruzifix, seitlich sind die spätgotischen Figuren der Heiligen Norbert und Augustinus aus dem Ende des 15. Jahrhunderts in einer barocken Fassung.
Die Orgel baute Franz Capek 1925. Zwei Glocken nennen 1857 und 1888.

## Grabdenkmäler
- Grabmal zu Balthasar Winckhler von Neuhaus und seine beiden Gattinen, an der Südseite der Turmhalle, bemerkenswertes Marmorrelief, Kreuzigung mit der Familie des Verstorbenen vor einer Landschaft, architektonische Rahmung mit toskanischen Säulen und Rollwerk, aus dem Ende des 16. Jahrhunderts.
- Wappengrabstein Mallenthein 1686 in der Vorhalle.